# Čou Po-čchi
Čou Po-čchi (čínsky pchin-jinem Zhōu Bóqí, znaky 周伯琦; 1298–1369) byl čínský kaligraf, básník a malíř jüanského období.

## Jména
Čou Po-čchi používal zdvořilostní jméno Po-wen (čínsky pchin-jinem Bówēn, znaky zjednodušené 伯温, tradiční 伯溫) a pravděpodobně umělecký pseudonym Ťien-paj-c’ (čínsky pchin-jinem Jiānbáizǐ, znaky zjednodušené 坚白子, tradiční 堅白子)

## Život a dílo
Čou Po-čchi pocházel z jihočínského Žao-čou (moderní okres Pcho-jang ťiangsiské prefektury Šang-žao), ale vyrůstal v Pekingu, kde studoval na státní univerzitě Kuo-c’-ťien. Úřední kariéru začal na okresní úrovni, později povýšil na staršího kompilátora v císařské akademii. Zde psal poezii, maloval, vynikl jako kaligraf.